# Normanna (razza bovina)
La Normanna è una razza bovina originaria dalla Normandia (Francia), adibita alla produzione del latte e della carne anche se prevale il latte. Deriva dalla Jersey. Animali robusti, hanno fertilità e longevità media-buona.

## Morfologia
Si tratta di animali di grandi dimensioni, con i maschi alti circa 1.50 metri al garrese e un peso sui 1100 kg, e le femmine di 1,42 m al garrese e peso medio attorno agli 800 kg.